# DNŠK Olimpija
 Daruvarski nogomet-športski klub Olimpija je bivši nogometni klub iz Daruvara.

## Povijest
Godine 1919. osnovan je SNK Marx kao športsko društvo lijevo-socijalističkog nazora. Krajem 1920. godine Vlada Kraljevine SHS zabranila je rad cijele komunističke organizacije te sve propagande vezane uz nju. Klub zatim mijenja ime u Radnički ŠK Marx, a zatim u Amaterski ŠK Marx. Godine 1921. zabranjuje se djelovanje Marxa te je policija zaplijenila dresove u klupskim prostorijama. Klub nakon toga mijenja ime u Daruvarski nogomet-športski klub Olimpija.
Na sjednici JNS-a 4. siječnja 1923. godine klub je izbrisan iz službene evidencije.

### Članci
- Ambroš, Davor. 2022. Prvi daruvarski nogometni klubovi. Zbornik Janković. Ogranak Matice hrvatske u Daruvaru. Daruvar. 6 (7): 49–76